# Translittération du mandchou
La translittération du Mandchou se fait via différentes méthodes. Les plus fréquentes sont les méthodes Möllendorff, BabelPad, le nouveau dictionnaire mandchou-han, Wuti (zh) et Abkai (太清, Daicing). ces méthodes permettent également la translittération du Xibe.
| Translittération Möllendorff | Translittération BabelPad | Translittération du nouveau dictionnaire mandchou-han | Translittération Wuti (五體) | Translittération Abkai (太清) | Mandchou et Unicode | Xibe et Unicode |
| ---------------------------- | ------------------------- | ----------------------------------------------------- | ---------------------------- | ----------------------------- | ------------------- | --------------- |
| a                            | a                         | a                                                     | a                            | a                             | ᠠ 1820              | ᠠ 1820          |
| e                            | e                         | e                                                     | e                            | e                             | ᡝ 185D              | ᡝ 185D          |
| i                            | i                         | i                                                     | i                            | i                             | ᡳ 1873              | ᡞ 185E          |
| y                            | y                         | y                                                     |                              | yʻ                            | ᠊ᡟ 185F             | ᠊ᡟ 185F         |
| o                            | o                         | o                                                     | o                            | o                             | ᠣ 1823              | ᠣ 1823          |
| u                            | u                         | u                                                     | u                            | u                             | ᡠ 1860              | ᡠ 1860          |
| ū                            | uu                        | uu                                                    | ů                            | v                             | ᡡ 1861              | ᡡ 1861          |
| n                            | n                         | n                                                     | n                            | n                             | ᠨ᠊ 1828             | ᠨ᠊ 1828         |
| ng                           | ng                        | ng                                                    | ng                           | ng                            | ᠊ᠩ 1829             | ᠊ᡢ 1862         |
| k                            | k                         | k                                                     | k                            | k                             | ᡴ᠊ 1874             | ᡣ᠊ 1863         |
| g                            | g                         | g                                                     | g                            | g                             | ᡤ᠊ 1864             | ᡤ᠊ 1864         |
| h                            | h                         | h                                                     | h                            | h                             | ᡥ᠊ 1865             | ᡥ᠊ 1865         |
| b                            | b                         | b                                                     | b                            | b                             | ᠪ᠊ 182A             | ᠪ᠊ 182A         |
| p                            | p                         | p                                                     | p                            | p                             | ᡦ᠊ 1866             | ᡦ᠊ 1866         |
| s                            | s                         | s                                                     | s                            | s                             | ᠰ᠊ 1830             | ᠰ᠊ 1830         |
| š                            | x                         | sh                                                    | š                            | x                             | ᡧ᠊ 1867             | ᡧ᠊ 1867         |
| t                            | t                         | t                                                     | t                            | t                             | ᡨ᠋᠊、ᡨ᠊ 1868         | ᡨ᠋᠊、ᡨ᠊ 1868     |
| d                            | d                         | d                                                     | d                            | d                             | ᡩ᠊、ᡩ᠋᠊ 1869         | ᡩ᠊、ᡩ᠋᠊ 1869     |
| l                            | l                         | l                                                     | l                            | l                             | ᠯ᠊ 182F             | ᠯ᠊ 182F         |
| m                            | m                         | m                                                     | m                            | m                             | ᠮ᠊ 182E             | ᠮ᠊ 182E         |
| c                            | c                         | ch                                                    | c                            | q                             | ᠴ᠊ 1834             | ᠴ᠊ 1834         |
| j                            | j                         | zh                                                    | j                            | j                             | ᠵ᠊ 1835             | ᡪ᠊ 186A         |
| y                            | y                         | y                                                     | y                            | y                             | ᠶ᠊ 1836             | ᠶ᠊ 1836         |
| r                            | r                         | r                                                     | r                            | r                             | ᡵ᠊ 1875             | ᠷ᠊ 1837         |
| f                            | f                         | f                                                     | f                            | f                             | ᡶ᠊、ᡶ᠋᠊ 1876         | ᡫ᠊ 186B         |
| w                            | w                         | w                                                     | w                            | w                             | ᠸ᠊ 1838             | ᠸ᠊ 1838         |
| k῾                           | kh                        | kk                                                    | k῾                           | kʻ                            | ᠺ᠊ 183A             | ᠺ 183A          |
| g῾                           | gh                        | gg                                                    | ǵ                            | gʻ                            | ᡬ᠊ 186C             | ᡬ 186C          |
| h῾                           | hh                        | hh                                                    | h́                            | hʻ                            | ᡭ᠊ 186D             | ᡭ 186D          |
| ts῾                          | ts                        | c                                                     | ts῾                          | c                             | ᡮ᠊ 186E             | ᡮ᠊ 186E         |
| ts                           | tsy                       | cy                                                    | ts῾y                         | cyʻ                           | ᡮᡟ 186E 185F        | ᡮᡟ 186E 185F    |
| dz                           | dz                        | z                                                     | dz                           | z                             | ᡯ᠊ 186F             | ᡯ᠊ 186F         |
| dzi                          | dzi                       | zy                                                    | dzy                          | zi                            | ᡯᡳ᠌ 186F 1873        | ᡯᡞ 186F 185E    |
| ž                            | z                         | rr                                                    | ž                            | rʻʻ                           | ᡰ᠊ 1870             | ᡰ᠊ 1870         |
| sy                           | sy                        | sy                                                    | sy                           | syʻ                           | ᠰᡟ 1830 185F        | ᠰᡟ 1830 185F    |
| c῾y                          | chi                       | chy                                                   | c῾i                          | qyʻ (qʻʻi)                    | ᡱᡳ 1871 1873        | ᡱᡞ 1871 185E    |
| jy                           | zhi                       | zhy                                                   | j̊i                           | jyʻ (jʻʻi)                    | ᡷᡳ 1877 1873        | ᡲᡞ 1872 185E    |

## 外部链接
- 太清穆麟德转写在线输入法, clavier moellendorff en ligne.